# امامزاده اسحق (هرند)
امامزاده اسحق هرند مربوط به دوره صفوی است و در هرند، داخل شهر واقع شده و این اثر در تاریخ ۹ آبان ۱۳۵۱ با شمارهٔ ثبت ۹۳۰ به‌عنوان یکی از آثار ملی ایران به ثبت رسیده‌است.